# Libáň
Libáň − miasto w Czechach, w kraju hradeckim. Według danych z 31 grudnia 2003 powierzchnia miasta wynosiła 1 968 ha, a liczba jego mieszkańców 1 648 osób.

## Demografia
| Rok             | 1970  | 1980  | 1991  | 2001  | 2003  |
| --------------- | ----- | ----- | ----- | ----- | ----- |
| Liczba ludności | 2 043 | 1 896 | 1 693 | 1 696 | 1 648 |

Źródło: Czeski Urząd Statystyczny